# Jennifer O’Neill

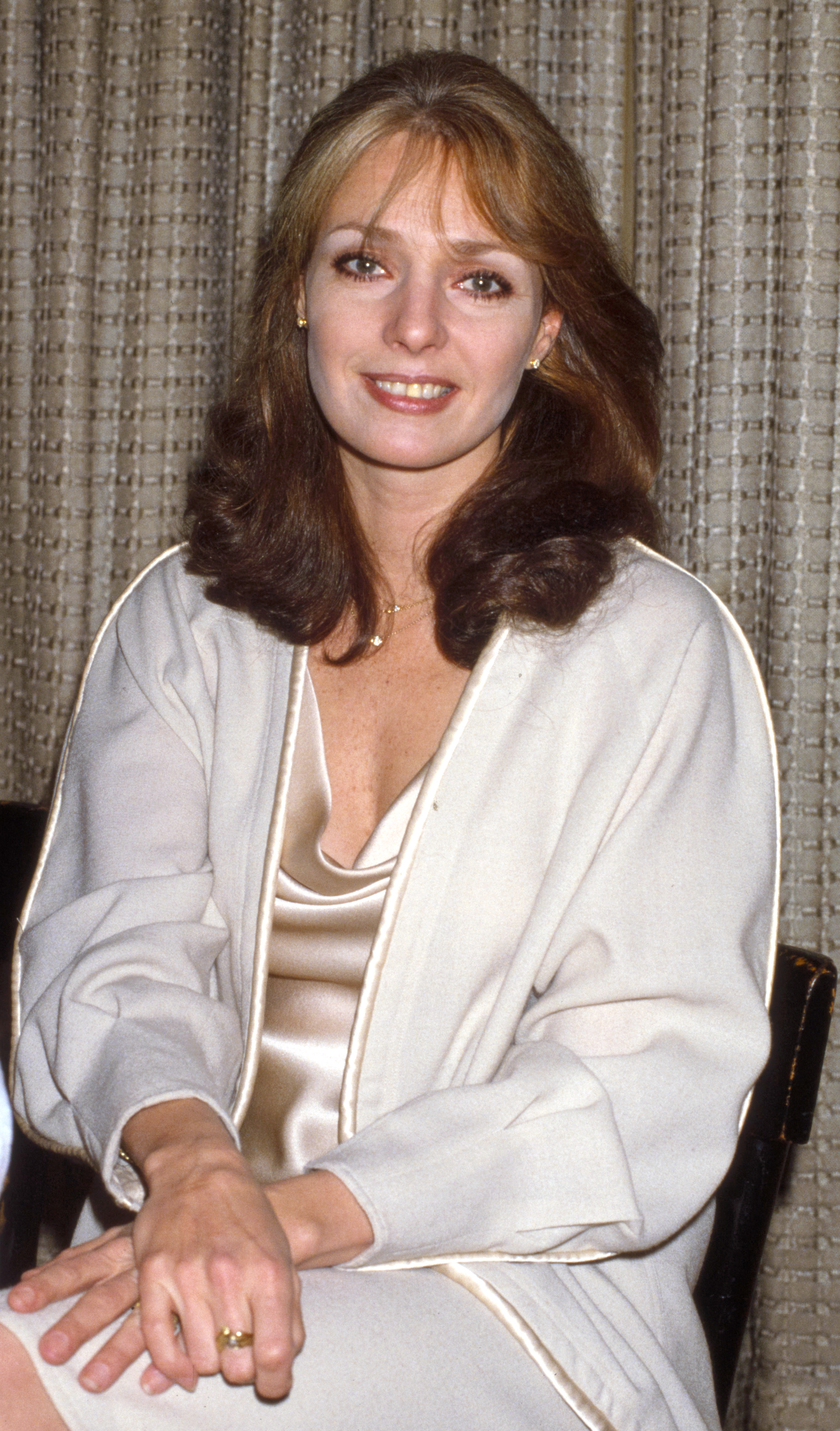
Jennifer O’Neill (um 1982)

Jennifer Lee O’Neill (* 20. Februar 1948 in Rio de Janeiro, Brasilien) ist eine US-amerikanische Filmschauspielerin und Fotomodell.

## Leben
Die in Brasilien geborene O’Neill wuchs in Connecticut auf. Bei einem Reitunfall im Jahr 1963 entging sie nur knapp einer Querschnittlähmung. Dennoch ist O’Neill bis heute eine passionierte Pferdeliebhaberin. Kurz darauf zog die Familie von Connecticut nach New York City, wo sie begann, als Fotomodell erste Erfahrungen vor der Kamera zu sammeln. 1963 nahm sie CoverGirl (für insgesamt 30 Jahre) unter Vertrag. Dort besuchte sie die Dalton School in Manhattan. 1965, im Alter von 17 Jahren, heiratete O’Neill erstmals. Aus der Ehe ging eine Tochter hervor.
1968 absolvierte sie ihr Filmdebüt in Liebling an der Seite von Sidney Poitier. Ihren Durchbruch hatte sie 1970 mit dem John-Wayne-Western Rio Lobo von Howard Hawks. Ihr bekanntester Film wurde das im selben Jahr gedrehte Melodram Sommer ’42, in dem sie eine junge Kriegswitwe verkörpert, in die sich ein 15-jähriger Heranwachsender verliebt. Nach diesem Erfolg blieb sie im amerikanischen Kino der 1970er-Jahre mit weiteren Hauptrollen präsent, allerdings ohne in die erste Riege der Hollywood-Stars zu gelangen. In Italien spielte sie 1976 in Luchino Viscontis letztem Film Die Unschuld und hatte ein Jahr später die Hauptrolle in dem Giallo-Thriller Die sieben schwarzen Noten inne. Ab den 1980er-Jahren stand O’Neill vermehrt für Fernsehproduktionen vor der Kamera, so verkörperte sie 1985 die historische Person der Valeria Messalina in der Miniserie A.D. – Anno Domini. Sie blieb etwa bis zur Jahrtausendwende eine vielbeschäftigte Film- und Fernsehschauspielerin, seitdem steht sie nur noch unregelmäßig vor der Kamera.
O’Neill soll insgesamt acht Ehemänner geheiratet haben: David Rossiter (1965–1971), Joseph Koster, Nicholas De Noia (1975–1976), Jeff Barry, John Lederer (1977–1983), James (1980er-Jahre), Neil Bonin (1992) und Mervin Louque (1997). Einen davon, Mervin Loque, heiratete sie ein zweites Mal, nachdem sie zwischen den beiden Ehen ein weiteres Mal verheiratet gewesen war. Demnach ist O’Neill zum neunten Mal verheiratet. Sie hat eine Tochter aus erster Ehe sowie zwei Söhne aus fünfter und sechster Ehe.
O’Neill, die früher eine Abtreibung hatte, ist heute eine Aktivistin der amerikanischen Lebensrechtsbewegung. Sie engagiert sich in mehreren christlichen Wohltätigkeitsvereinen.
Heute lebt sie mit ihrem aktuellen Ehemann, Mervin Loque, den sie 1997 ein zweites Mal heiratete, auf einer Farm in Nashville, Tennessee.

## Filmografie
- 1968: Liebling (For Love of Ivy)
- 1969: Ein Trottel kommt selten allein (Some Kind of a Nut)
- 1969: Futz
- 1970: Rio Lobo
- 1971: Sommer ’42 (Summer of ’42)
- 1971: So gute Freunde (Such Good Friends)
- 1972: Glass Houses
- 1972: Das Carey Komplott (The Carey Treatment)
- 1973: Diamantenlady (Lady Ice)
- 1975: Der Mann, der zweimal getötet wurde (The Reincarnation of Peter Proud)
- 1975: Cash – Die unaufhaltsame Karriere des Gefreiten Arsch (Whiffs)
- 1975: Werkzeug der Mächtigen (Gente di rispetto)
- 1976: Die Unschuld (L’innocente)
- 1976: Call Girl: La vida privada de una señorita bien
- 1977: Die sieben schwarzen Noten (Sette note in nero)
- 1978: Der Herr der Karawane (Caravans)
- 1979: Love’s Savage Fury (Fernsehfilm)
- 1979: Der Bulldozer (A Force of One)
- 1979: Sechs Männer aus Stahl (Steel)
- 1980: Mad Pilot – Der Wahnsinnsflieger (Cloud Dancer)
- 1981: Scanners – Ihre Gedanken können töten (Scanners)
- 1981: Das zweite Opfer (The Other Victim, Fernsehfilm)
- 1983: Bare Essence (Fernsehserie, 11 Folgen)
- 1984–1985: Mode, Models und Intrigen (Cover Up) (Fernsehserie, 14 Folgen)
- 1985: A.D. – Anno Domini (A.D.) (Miniserie, fünf Folgen)
- 1985: Die Todesjagd (Chase) (Fernsehfilm)
- 1986: Perry Mason: Tote geben keine Interviews (Perry Mason: The Case of the Shooting Star) (Fernsehfilm)
- 1987: I Love N.Y. (I Love N.Y.)
- 1988: Im Zeichen der roten Spinne (The Red Spider, Fernsehfilm)
- 1988: Glory Days (Fernsehfilm)
- 1989: Schmutziges Spiel (Full Exposure: The Sex Tapes Scandal, Fernsehfilm)
- 1990: Rendezvous mit einer Mörderin (Personals, Fernsehfilm)
- 1991: Committed
- 1992: Der Verehrer (Invasion of Privacy)
- 1992: Wild Angel
- 1992: Unberechenbar (Perfect Family) (Fernsehfilm)
- 1993: Tod der Mannequins (The Cover Girl Murders) (Fernsehfilm)
- 1994: Das Komplott der Mörder (Jonathan Stone: Threat of Innocence) (Fernsehfilm)
- 1994: Diskretion garantiert (Discretion Assured)
- 1994: The Visual Bible: Acts
- 1995: Navy Action (Silver Strand) (Fernsehfilm)
- 1996: Voyeur II (VS)
- 1996: Poltergeist – Die unheimliche Macht (Poltergeist: The Legacy) (Fernsehserie, eine Folge)
- 1997: Eine tödliche Blondine (The Corporate Ladder)
- 1997: Raney
- 1997: Nash Bridges (Fernsehserie, eine Folge)
- 1997: The Ride
- 1999: The Prince and the Surfer
- 2000: On Music Row (Fernsehfilm)
- 2002: Time Changer
- 2008: Billy: The Early Years
- 2012: Last Ounce of Courage
- 2013: Doonby
- 2016: I'm Not Ashamed